# Villanúa
Villanúa là một đô thị trong tỉnh Huesca, Aragon, Tây Ban Nha. Theo điều tra dân số 2012 (INE), đô thị này có dân số là 475 người.
Trung tâm cũ, nhà thờ San Esteban (với một hình ảnh Romanesque bằng gỗ thế kỷ 11 của Đức mẹ Đồng trinh, "Đức Mẹ các Thiên Thần"), hang Las Güixas, cầu cạn đường sắt, mộ đá, nhà thờ San Juan và bị bỏ rơilàng của Cenarbe và Aruej, với nhà thờ La Mã San Vicente (c 12), tất cả trong một môi trường xinh đẹp có sông Aragon chảy ngang qua. Thị trấn nằm trên đường cũ Aragonese hành hương đến Santiago de Compostela, Lối đi thánh St James.
Lễ hội chính là ngày 08 tháng 9 (Giáng sinh của Virgin) và 26 tháng 12 (San Esteban).